# Cité des Sciences et de l'Industrie
A Cité des Sciences et de l'Industrie egy tudományos múzeum, amely a párizsi Parc de la Villette-ben található, és a legnagyobb Európában. A múzeum egyike a számos francia tudomány, technológia és ipar kulturális központjának, amelyek célja a tudomány és a tudományos kultúra népszerűsítése.
Évente körülbelül ötmillióan keresik fel a múzeumot. A múzeum látványosságai a planetáriumtól a tengeralattjáróig (Argonaute) terjednek, és egy IMAX színház (La Géode) és egy speciális terület a gyermekek és fiatalok számára.
A múzeum Giscard d'Estaing elnök kezdeményezésére jött létre azzal a céllal, hogy tudományos és műszaki ismereteket adjon át a közönségnek, különösen a fiataloknak, valamint felkeltse a tudomány, a kutatás és az ipar iránti érdeklődést.